# Psychotria sonkeana
Psychotria sonkeana är en måreväxtart som beskrevs av O.Lachenaud och Séné. Psychotria sonkeana ingår i släktet Psychotria och familjen måreväxter. Inga underarter finns listade i Catalogue of Life.